# Hans Hendrich Schweitzer
Hans Hendrich Schweitzer (Hindrich Switzer) var en stenhuggare verksam under andra hälften av 1600-talet.
Schweitzer anställdes i kronans tjänst 1665 för att leda arbetet på Hedvig Eleonora kyrka i Stockholm där han under arkitekten Jean de la Vallées överinseende personligen skulle hugga de svåraste styckena. Han var verksam vid kyrkobygget fram till 1675 då det till vidare nedlades. 25 september 1665 utsågs han till Amiralitetets stenhuggare och murarmästare med ansvar för alla amiralitetets byggnader. 